# Júlia Rabello
Júlia D'Ávila Rabello (Rio de Janeiro, 16 de agosto de 1981) é uma atriz, humorista e apresentadora brasileira. Tornou-se nacionalmente conhecida pelo trabalho na internet na produtora Porta dos Fundos.

## Biografia
Natural da cidade de Niterói, estudou no colégio São Vicente de Paulo também em Niterói, (mesma escola onde o ator Paulo Gustavo também estudou), Júlia é formada em três faculdades: teatro pelo Centro Universitário da Cidade do Rio de Janeiro, artes cênicas pela Casa das Artes de Laranjeiras e rádio e TV pela Faculdades Integradas Hélio Alonso.

## Carreira
Júlia começou a carreira no teatro. Em 2004 estreou em filmes no curta-metragem Insensatez e, em 2007, esteve no curta Vitrine. Em 2008 gravou o piloto do seriado Roteiro Aberto, que acabou nunca sendo realizado como série contínua, porém concorrendo ao Festival Internacional de Televisão. Em 2011 participou do seriado Os Figuras como a produtora Sandra. Em 2011 começa a trabalhar nas esquetes do canal de vídeos do Youtube Anões em Chamas. Em 2013 fez uma participação na série Vai Que Cola como Jaqueline. Em 2012 passa a integrar o elenco fixo do seriado Cê Faz O Quê?, no Multishow. No mesmo ano inicia o canal no Youtube Porta dos Fundos junto com Fábio Porchat, Gregório Duvivier, Clarice Falcão, Letícia Lima, Rafael Infante, Marcos Veras e outros atores, se tornando o canal de maior visualização do Brasil em menos de um ano. Em 2020 foi indicada ao Emmy Award junto ao elenco da série Ninguém Tá Olhando na categoria "Melhor Série de Comédia". A série ganhou o prêmio. 

## Vida pessoal
Em 2003 começou a namorar o ator Marcos Veras, com quem foi casada de 2011 a 2016.

## Filmografia

### Internet
| Ano                   | Nome             | Personagem         |
| --------------------- | ---------------- | ------------------ |
| 2010–12               | Anões em Chamas  | Vários personagens |
| 2012–15 2022–presente | Porta dos Fundos | Vários personagens |
| 2016–20               | GNT Fale Conosco | Apresentadora      |

### Televisão
| Ano           | Nome                           | Personagem           | Notas                              |
| ------------- | ------------------------------ | -------------------- | ---------------------------------- |
| 2008          | Roteiro Aberto                 | Vários personagens   |                                    |
| 2008          | Malhação                       | Juliana              | Episódio: "17 de novembro"         |
| 2011          | Os Figuras                     | Sandra               | Episódio: "Comercial de Isotônico" |
| 2012          | O Fantástico Mundo de Gregório | Júlia                |                                    |
| 2012          | A Grande Família               | Repórter             | Episódio: "Os Bons Selvagens"      |
| 2013          | Meu Passado Me Condena         | Denise               | Episódio: "Melhor Amigo"           |
| 2013          | Adorável Psicose               | Clarita              | Episódio: "O Frozen Gigante"       |
| 2013          | Cê Faz O Quê?                  | Vários personagens   |                                    |
| 2013–2014     | Vai que Cola                   | Jaqueline Fujanssé   |                                    |
| 2014          | Refém                          | Betina               |                                    |
| 2014–2015     | Os Homens são de Marte...      | Nathalie             |                                    |
| 2015          | As Canalhas                    | Fátima               | Episódio: "Fátima"                 |
| 2015–2016     | A Regra do Jogo                | Úrsula Stewart       |                                    |
| 2016          | Segredos de Justiça            | Eliana               | Episódio: "O Que Olhos Não Veem"   |
| 2016–2017     | Rock Story                     | Marisa Palhares      |                                    |
| 2016–2017     | De Perto Ninguém é Normal      | Apresentadora        |                                    |
| 2018–2020     | Que Marravilha!                | Apresentadora        |                                    |
| 2019–presente | Mal Me Quer                    | Olivia Rodrigues     |                                    |
| 2019          | Shippados                      | Suzete               |                                    |
| 2019          | Ninguém Tá Olhando             | Greta                |                                    |
| 2020          | Fora de Hora                   | Jussara Vasconcellos |                                    |
| 2024          | Além do Guarda-Roupa           | Luísa Nascimento     |                                    |
| 2025          | Volte Sempre                   | Shirlene             |                                    |

### Cinema
| Ano  | Nome                                            | Personagem         | Notas  |
| ---- | ----------------------------------------------- | ------------------ | ------ |
| 2013 | Odeio o Dia dos Namorados                       | Gilda              |        |
| 2014 | Copa de Elite                                   | Bia Alpinistinha   |        |
| 2014 | Os Homens São de Marte... e É pra lá que Eu Vou | Taróloga           | [ 16 ] |
| 2014 | Vestido para Casar                              | Letícia            | [ 17 ] |
| 2014 | O Candidato Honesto                             | Maria Lúcia Brito  | [ 18 ] |
| 2014 | A Noite da Virada                               | Ana                | [ 19 ] |
| 2016 | Contrato Vitalício                              | Denise             |        |
| 2016 | Desculpe o Transtorno                           | Anete              | [ 21 ] |
| 2017 | Alguém Como Eu                                  | Joana              |        |
| 2020 | Volume Morto                                    | Luíza              | [ 22 ] |
| 2021 | Confissões de uma Garota Excluída               | Helena de Oliveira |        |
| 2022 | Me Tira da Mira                                 | Natasha Ferrero    |        |
| 2022 | Vizinhos                                        | Joana              | [ 23 ] |
| 2023 | La Situación                                    | Letícia            |        |
| 2024 | Turma da Mônica Jovem: Reflexos do Medo         | Isabelle FruFru    |        |

## Teatro
| Ano     | Nome                                       | Ref.   |
| ------- | ------------------------------------------ | ------ |
| 1999–00 | Dolores                                    | [ 1 ]  |
| 2000    | Perdoa-me Por Me Traíres                   | [ 1 ]  |
| 2000–01 | A Rússia de Tchekhov                       | [ 1 ]  |
| 2001    | Atlântida - No Reino da Chanchada          | [ 1 ]  |
| 2002    | Samba, Choro e Poesia                      | [ 1 ]  |
| 2004    | Obrigado, Cartola!                         | [ 1 ]  |
| 2004–05 | Os DespertAmores                           | [ 1 ]  |
| 2005    | Ter ou Não Ter                             | [ 1 ]  |
| 2005    | Rio Cena Contemporânea                     | [ 1 ]  |
| 2005    | Danças de Isadora                          | [ 1 ]  |
| 2006    | Insulto Público                            | [ 1 ]  |
| 2006    | Vestindo Nelson                            | [ 1 ]  |
| 2007–08 | Carolina                                   | [ 1 ]  |
| 2008–09 | Um Homem Célebre                           | [ 1 ]  |
| 2009    | O Interrogatório                           |        |
| 2011–12 | Não Olhe para Baixo, Você Vai Querer Pular | [ 24 ] |
| 2013–14 | Atreva-se                                  | [ 25 ] |
| 2020    | Romeo & Julieta (e Rosalina)               | [ 26 ] |
| 2024    | Agora é que são elas                       | [ 27 ] |

## Prêmios e indicações
| Ano  | Prêmio                        | Categoria             | Trabalho             | Resultado |
| ---- | ----------------------------- | --------------------- | -------------------- | --------- |
| 2015 | Prêmio Quem de Televisão      | Melhor Revelação      | A Regra do Jogo      | Indicado  |
| 2017 | Melhores do Ano NaTelinha     | Atriz Coadjuvante     | Rock Story           | Indicada  |
| 2020 | Festival Sesc Melhores Filmes | Melhor Atriz Nacional | Volume Morto         | Indicada  |
| 2024 | Festival Sesc Melhores Filmes | Melhor Atriz Nacional | La Situación         | Indicada  |
| 2024 | Prêmio FITA de Teatro         | Especial              | Agora é que São Elas | Pendente  |